# Muztagh Ata
El Muztagh Ata, que significa "padre de los hielos", es el segundo pico más alto de la cordillera de Kunlun, por detrás del Kongur. 
Está situado a pocos kilómetros de la frontera entre China y Pakistán, muy cerca de la carretera del Karakórum y dentro de la Región Autónoma Uigur de Sinkiang. Es una montaña de cima redondeada y siempre cubierta de nieve, por lo que se puede descender desde la cima al campo base esquiando con bastante facilidad. La ascensión a esta montaña suele iniciarse en el lago Karakul. El Muztagh Ata ocupa el lugar número 47 entre las montañas más altas del mundo.
Aunque la primera expedición se realizó en 1893, la primera ascensión con éxito la realizó una expedición mixta chino-soviética en 1956, compuesta por 31 miembros y liderada por Eugeni Beletsky y Chu Ying Hua. Para ello, utilizaron la ruta más larga, que queda al sur de la ruta normal de hoy en día. 
En la actualidad se utiliza como campo de entrenamiento antes de las ascensión al Everest.